# Мирослав Ацић
Мирослав Ацић (1939) је српски сликар и педагог из Вуковара.
Мирослав Ацић је радио као рестауратор, конзерватор, графички дизајнер, цртач, медаљар, вајар, песник, картограф, хуманитарац и еколошки активиста.